# Ježená
Ježená là một làng thuộc huyện Jihlava, vùng Vysočina, Cộng hòa Séc.